# Neozimiris pinta
Espèce
Synonymes
- Neozimiris santiago Baert & Maelfait, 1986

Neozimiris pinta est une espèce d'araignées aranéomorphes de la famille des Prodidomidae.

## Distribution
Cette espèce est endémique des îles Galápagos. Elle se rencontre sur Pinta, Santiago, Santa Fé, Española et Floreana.

## Description
La femelle holotype mesure 3,35 mm.

## Systématique et taxinomie
Cette espèce a été décrite par Platnick et Shadab en 1976.
Neozimiris santiago a été placée en synonymie par Baert en 1994.

## Étymologie
Son nom d'espèce lui a été donné en référence au lieu de sa découverte, Pinta.

## Publication originale
- Platnick & Shadab, 1976 : « A revision of the spider genera Lygromma and Neozimiris (Araneae, Gnaphosidae). » American Museum novitates, no 2598, p. 1-23 (texte intégral).